# 택일 점성술
택일 점성술(擇日 占星術, 영어: electional astrology)은 누군가가 어떤 일을 하기에 점성학적으로 상서로운 시간을 점성가가 결정해 주는 전통적인 점성술의 한 갈래이다. 그 시간은 일 단위 이하로도 정해지는 더 정확히는 택시(擇時) 점성술이다. 이것은 순간 점성술과는 구별되는데, 순간 점성가는 질문을 받은 순간을 기준으로 답을 찾으려 하는데 반해, 택일 점성가는 계획된 행사에 대해 가장 바람직한 결과를 가져다 줄 기간을 결정하려 하기 때문이다.
역사적으로, 주로 전투의 계획에 사용되었던 택일 점성술은 이것의 신봉자들에 의해서 결혼과 여행 등을 포함하는 여러 행사를 계획하는데에도 사용된다.:15

## 역사
서력기원전 16세기 이후 쯤에 바빌로니아인들에 의해서 택일 점성술의 기초적인 형식이 사용되기 시작했다. 그것과 바빌로니아의 또 다른 점성술의 형태들은 페르이사인들과 이집트인들 그리고 인도인들에게 전파되었다.:8 그러한 근거는 인도 점성술에 가장 잘 나타나 있다. 초기의 베다 점성가들은 야즈나와여행, 전쟁, 결혼 그리고 심지어 영화제작(무후라트 개시) 등의 시작 시간을 선택하기 위해서 사용되는 무후르타(무후라트)로 알려진 택일 점성술의 정교한 기법을 사용한다.
현대의 현대의 택일 점성술도 다른 부분의 점성술과 마찬가지로 일반적으로 도로세우스의 논문 제5권에서 직접적인 유래를 찾을 수 있다. 그것은 택일 점성술에 관한 가장 오래된 논문이다.:43

## 실천
택일 점성술에서, 점성가에게 의뢰인이 계획한 행사가 알려진다. 그리고 나서, 점성가는 의뢰인이 그 계획을 수행하기에 가장 길한 개시 날짜와 시간을 결정한다. 결과가 되는 그 시간을 야기하는 기법은 여러 때의 항성과 행성 그리고 다른 천체들의 배치에 근거한다.:12 각각의 천체의 위치에 대한 의미는 출생 점성술의 것과 같으며, 의뢰인의 출생 천궁도와 조합되기도 한다.:14

## 부문
택일 또는 상서로운 시간에 대한 예언은 계획된 행사의 유형에 따라서 세가지 부문으로 나뉜다.

### 근본 택일
근본 택일(radical elections)은 주로 의뢰인이나 그 일을 수행하는 사람의 출생 천궁도에 기초하여 선정된다. 근본 택일의 기본 전제는 각각의 사람은 서로 다른 점성학적 조건 하에서 태어났기 때문에, 어떠한 일을 시작하기에 가장 길한 날짜도 서로 다르다는 것이다.:14~18

### 세속 택일
세속 택일은 그 시간을 결정하기 위해서 일반적인 세속 점성술을 사용한다.:18

### 날짜 택일
날짜 택일이 가장 일반적으로 사용되는 택일의 형태이다. 그것은 행사의 순간에 대한 천체의 위치에 근거하여 그 날짜가 결정된다. 대부분의 경우, 언급되는 택일 점성술은 날짜 택일이라고 해도 과언이 아니다.:20 이것의 과정은 "미래의 특정 순간에 대한 순간 천궁도"를 구성하는 것으로 요약된다.

#### 마법 택일
점성술은 본질적으로 마법과 연관되지 않지만, 고대와 현대에서 날짜 택일은 부적을 만들기 위해서 사용되는 경우도 있다. 그 부적은 행사 기간 동안에 상서로운 기운을 불어 넣는다고 여겨지며, 일반적으로 그것에 대한 설명은 중세 문학에 나타난다.:149